# カール・ダマー

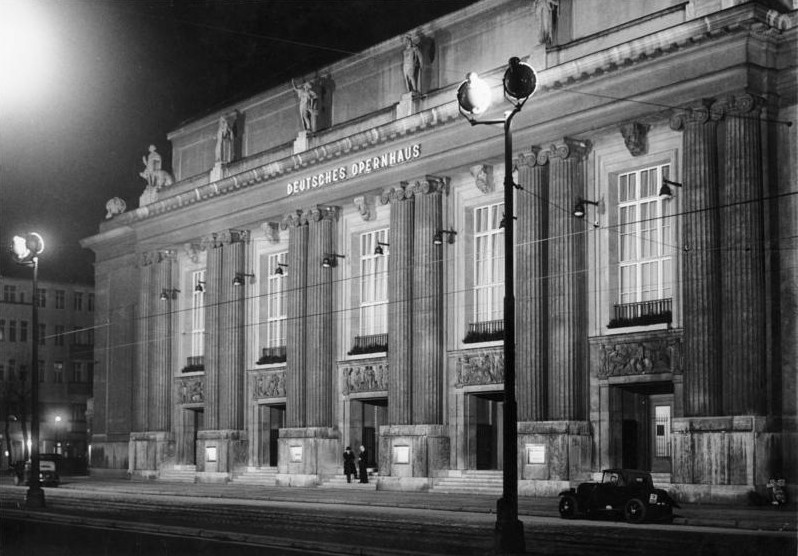
ベルリン・ドイツ・オペラ（1936）

カール・ダマー（Karl Dammer, 1894年1月2日 - 1977年2月4日）は、ドイツの指揮者。

## 略歴
エルバーフェルトに生まれる。ストラスブール音楽院でハンス・プフィッツナーの薫陶に浴し、オットー・クレンペラーケルン歌劇場音楽監督のもとその助手としてキャリアを開始した。リガ、トリール、アーヘン等の歌劇場で指揮をとる。この間、マンフレート・グルリットの歌劇『兵士たち』の初演を行っている。のち、ベルリン・ドイツ・オペラの総監督。スイスクロイツリンゲンに没した。